# Ginny & Georgia
Ginny & Georgia (bra: Ginny e Georgia) é uma série de televisão americana de comédia dramática criada por Sarah Lampert e lançada na Netflix em 24 de fevereiro de 2021. A trama acompanha a vida de Georgia Miller, de 31 anos (Brianne Howey), e de seus filhos adolescentes, Ginny (Antonia Gentry) e Austin (Diesel La Torraca), enquanto eles se mudam para a cidade fictícia de Wellsbury, em Massachusetts.
Em abril de 2021, a série foi renovada para uma segunda temporada, que estreou em 5 de janeiro de 2023. Em maio de 2023, a produção foi renovada para a terceira e a quarta temporadas. A terceira temporada estreou em 5 de junho de 2025.
Logo em sua estreia, Ginny & Georgia foi comparada a Gilmore Girls devido à dinâmica espirituosa entre mãe e filha. O sucesso comercial foi expressivo, segundo a Forbes, a série acumulou mais de 180 milhões de horas assistidas apenas nos quatro primeiros dias na Netflix, tornando-se um dos títulos de crescimento mais rápido da plataforma. Além disso, a trama gerou debates amplos sobre identidade, saúde mental, segredos familiares e dilemas morais. A escolha do elenco também ganhou atenção após a terceira temporada, com a mídia destacando que vários atores adolescentes eram mais velhos do que seus personagens.

## Premissa
Determinada a deixar os erros para trás, Georgia Miller se muda com seus filhos, Ginny e Austin, para a cidade de Wellsbury em busca de estabilidade e uma vida melhor. Enquanto tenta parecer a mãe perfeita e construir um novo começo, segredos obscuros de seu passado ameaçam vir à tona. Ao mesmo tempo, Ginny, sua filha adolescente, luta para encontrar seu lugar em um ambiente onde não se sente pertencente, nem na escola, nem dentro da própria casa. Entre mistérios, tensões familiares e dilemas da juventude, mãe e filha enfrentam o desafio de crescer... cada uma à sua maneira.

## Elenco e personagens

### Principais
- Brianne Howey como Georgia Miller / Georgia Randolph (nascida Mary Atkins-Reilly),[11] mãe solteira de Ginny e Austin. Sobrevivente de abuso na infância e mãe na adolescência, Georgia passou por diversos lugares dos Estados Unidos fugindo de relacionamentos que colocavam ela e seus filhos em perigo. É extremamente determinada e engenhosa, fazendo de tudo para proteger as crianças e dar a elas a vida que nunca teve.
  - Nikki Roumel como Georgia Miller (adolescente)
- Antonia Gentry como Virginia "Ginny" Miller,[11] filha adolescente de Georgia. Nunca morou tempo suficiente em um lugar para criar laços duradouros e lida com suas emoções se automutilando com queimaduras. Ginny é muito inteligente, fala coreano e toca piano. É birracial e enfrenta conflitos com sua identidade em uma cidade e família predominantemente brancas.
- Diesel La Torraca como Austin Miller, filho de Georgia e meio-irmão mais novo de Ginny. Apaixonado por Harry Potter e magia, Austin é tímido, ansioso e tem dificuldades para se enturmar na escola. Possui um vínculo forte com Zion e Paul, e mais tarde se torna melhor amigo de Zach.
- Jennifer Robertson como Ellen Baker,[11] vizinha dos Miller, mãe de Marcus e Max, que se torna amiga de Georgia.
- Felix Mallard como Marcus Baker,[11] filho de Ellen, irmão gêmeo fraterno de Max e interesse amoroso de Ginny. É artista e enfrenta uma luta contra a depressão, recorrendo à maconha e ao álcool como formas de lidar com seus sentimentos, desenvolvendo um vício em bebidas alcoólicas ao longo do tempo.
- Sara Waisglass como Maxine "Max" Baker,[11] filha de Ellen, irmã gêmea fraterna de Marcus. É lésbica e se torna a nova melhor amiga de Ginny. Embora se importe com os outros, Max possui tendências narcisistas e pode acabar descontando isso nas amigas.
- Scott Porter como Prefeito Paul Randolph, prefeito de Wellsbury, Massachusetts, candidato à reeleição na segunda temporada. É considerado o solteiro mais cobiçado da cidade, se torna o interesse amoroso e depois marido de Georgia, além de criar um laço afetivo especial com Austin.
- Raymond Ablack como Joe Singh, dono do restaurante farm-to-table local Blue Farm Café. Conheceu Georgia brevemente na adolescência. É considerado um cara gentil, generoso e acaba contratando Ginny para trabalhar com ele.
- Katie Douglas como Abigail "Abby" Littman (2ª temporada em diante; 1ª temporada recorrente), amiga de Max e Ginny, parte do grupo MANG (Max-Abby-Norah-Ginny). É insegura em relação ao próprio corpo, lida com o divórcio dos pais e acaba desenvolvendo bulimia, se forçando a vomitar sempre que possível.
- Chelsea Clark como Norah (2ª temporada em diante; 1ª temporada recorrente), amiga de Max e Ginny, também integrante do grupo MANG.
- Nathan Mitchell como Zion Miller (3ª temporada; 1ª—2ª temporadas recorrente), ex-namorado de Georgia e pai biológico de Ginny.
  - Kyle Bary como Zion Miller (adolescente)

### Recorrentes
- Mason Temple como Hunter Chen, integrante da banda da escola e um dos interesses amorosos de Ginny
- Jonathan Potts como Sr. Gitten, professor de inglês avançado de Ginny e Max, que tem uma relação tensa com Ginny por conta de seus preconceitos raciais
- Sabrina Grdevich como Cynthia Fuller, mãe de Zach, corretora de imóveis e candidata à prefeitura contra Paul. Seu marido está com câncer
- Alisen Down como Bev, mãe adotiva de Norah, controladora e melhor amiga de Cynthia
- Colton Gobbo como Jordan, namorado de longa data de Norah e amigo das MANG
- Connor Laidman como Zach Fuller, colega de escola de Austin que inicialmente pratica bullying com ele, mas depois se tornam amigos. É filho de Cynthia
- Devyn Nekoda como Riley Nichols (1ª temporada), primeiro interesse amoroso de Max
- Karen LeBlanc como Lynette Miller, mãe de Zion e avó paterna de Ginny
- Rebecca Ablack como Padma, namorada de Marcus na primeira temporada, integrante da banda de Hunter e colega de trabalho de Ginny no Blue Farm Café
- Tyssen Smith como Brodie, amigo das MANG e também membro da banda de Hunter
- Dan Beirne como Nick, gerente de campanha de Paul e amigo de Georgia. Ele acaba namorando Jesse
- Humberly González como Sophie Sanchez, aluna veterana da escola e interesse amoroso de Max
- Alex Mallari Jr. como DP Gabriel Cordova (Jesse), um detetive particular contratado para investigar Georgia, que acaba se envolvendo com Nick enquanto trabalha disfarçado sob o nome de "Jesse"
- Damian Romeo como Matt Press, amigo das MANG que vive uma relação intermitente com Abby
- Chris Kenopic como Clint Baker, marido de Ellen e pai de Marcus e Max. É surdo e se comunica por língua de sinais americana
- Romi Shraiter como Samantha, colega de escola mantida à distância pelas MANG, que age de forma racista e cruel para mascarar suas inseguranças e problemas de saúde mental
- Tameka Griffiths como Bracia Charles, aluna negra que se aproxima de Ginny por compartilharem questões raciais em uma cidade majoritariamente branca. Faz teatro musical com Max
- Zarrin Darnell-Martin como Dra. Lily (2ª temporada em diante), psicoterapeuta de Ginny
- Agape Mngomezulu como Bryon Bennett (2ª temporada em diante), interesse amoroso de Bracia
- Katelyn Wells como Silver (2ª temporada em diante), amiga de Marcus, figurinista do grupo de teatro da escola e interesse amoroso de Max
- Aaron Ashmore como Gil Timmins (2ª temporada em diante),[17] ex-namorado abusivo de Georgia e pai biológico de Austin. Já esteve preso por crimes de fraude e desvio de dinheiro
  - Ben Caldwell como Gil Timmins (adolescente)
- Vinessa Antoine como Simone (2ª temporada em diante), namorada de Zion e advogada de defesa criminal
- Ty Doran como Wolfe (3ª temporada),[18] colega da aula de poesia de Ginny e seu novo interesse amoroso
- Tony Nappo como Josh Finn (3ª temporada), advogado contratado por Paul para defender Georgia
- Mark Rendall como Sr. Kay (3ª temporada), professor de poesia de Ginny e Wolfe
- Matthew MacFadzean como Sr. Foley (3ª temporada), promotor responsável pelo julgamento de assassinato de Georgia
- Noah Lamanna como Tris (3ª temporada),[18] estudante não binário que ajuda os colegas com tutoria e possui amizade com Marcus e Silver. Também acaba se tornando interesse amoroso de Abby

## Episódios

### Resumo
| Temporada | Temporada | Episódios | Episódios | Originalmente exibido   | Originalmente exibido   |
| Temporada | Temporada | Episódios | Episódios | Estreia da temporada    | Final da temporada      |
| --------- | --------- | --------- | --------- | ----------------------- | ----------------------- |
|           | 1         | 10        | 10        | 24 de fevereiro de 2021 | 24 de fevereiro de 2021 |
|           | 2         | 10        | 10        | 5 de janeiro de 2023    | 5 de janeiro de 2023    |
|           | 3         | 10        | 10        | 5 de junho de 2025      | 5 de junho de 2025      |

### 1.ª Temporada (2021)
| N.º geral | N.º na temp. | Título                                                                                   | Dirigido por               | Escrito por                         | Lançamento              |
| --- | ------------ | ---------------------------------------------------------------------------------------- | -------------------------- | ----------------------------------- | ----------------------- |
| 1 | 1            | "Pilot" "Piloto" (BR)                                                                    | Anya Adams                 | Sarah Lampert                       | 24 de fevereiro de 2021 |
| A livre e impulsiva Georgia Miller se muda para a cidade de Wellsbury, Massachusetts, com sua filha adolescente Ginny e seu filho de 9 anos, Austin, após a morte repentina de seu marido. No primeiro dia de aula, Ginny enfrenta o professor de inglês e logo faz amizade com Maxine "Max" Baker e Hunter. Ela beija Marcus, o irmão gêmeo de Max, mas também aceita sair com Hunter. Enquanto isso, Georgia conhece o prefeito Paul Randolph e tenta lidar com dificuldades financeiras, já que a ex-esposa de seu falecido marido contesta o testamento. Após um encontro com Hunter, Ginny decide fazer sexo com Marcus, perdendo sua virgindade. Georgia, por sua vez, participa de uma reunião da prefeitura e, usando uma vantagem pessoal, convence Joe a fornecer alimentos orgânicos às escolas por um valor reduzido; o que lhe garante um cargo no gabinete do prefeito. Flashbacks revelam como Georgia sofreu abusos quando adolescente, como ela engravidou de Ginny e que o acidente de seu marido foi causado pelo envenenamento do smoothie dele com acônito. |              |                                                                                          |                            |                                     |                         |
| 2 | 2            | "It's a Face Not a Mask" "É um rosto, não uma máscara" (BR)                              | Anya Adams                 | Sarah Lampert & Debra J. Fisher     | 24 de fevereiro de 2021 |
| Ginny tem dificuldade para se enturmar, já que as amigas de Max, Abby e Norah, parecem hostis. Georgia começa no novo emprego e faz amizade com Nick. Na escola, Austin sofre bullying de Zach, mas tem a chance de brilhar ao ser escolhido como Estrela da Semana. No trabalho, a equipe de Georgia enfrenta dificuldades para conseguir aprovação para o novo dispensário de maconha da cidade, pois a loja fica em um prédio histórico sem ar-condicionado. Ginny toma uma pílula anticoncepcional; mais tarde, sai com as amigas de Max na esperança de encontrar Hunter. Ginny acaba fumando com o grupo para tentar ser aceita, mas continua se sentindo deslocada. De volta para casa, ela pratica automutilação com queimaduras. No dia seguinte, Max faz audição para o musical da escola e Ginny sai para fazer compras com Abby e Norah, presenciando as duas furtarem produtos. Para se enturmar, Ginny também rouba, mas é flagrada, e Georgia aparece, acusando o dono da loja de estar agindo por racismo contra sua filha. Ela resolve a situação e aconselha Ginny a não confiar nas outras garotas, que fingiram que não estavam roubando. Durante uma saída, Georgia descobre que o prédio histórico problemático na verdade tem ar-condicionado, depois de conversar com Cynthia, que era contra o dispensário. Georgia também consegue que Joe contrate Ginny no Blue Farm. Enquanto isso, Austin leva para a escola cartas que recebeu do pai preso, Gil, para seu projeto de Estrela da Semana, dizendo que o pai é um bruxo em Azkaban. Ginny tem um colapso com Marcus por se sentir uma excluída e revela que ele foi sua primeira vez. Abby e Norah vão até a casa de Ginny, pedem desculpas e as três fazem as pazes. O dispensário é inaugurado, para o desagrado de Cynthia. É revelado que quem escreve as cartas para Austin fingindo ser o pai é Georgia, que também é vista usando o número de seguridade social do filho para pedir um novo cartão de crédito. A ex-esposa de Kenny contrata o detetive particular Gabriel Cordova para investigar Georgia. Flashbacks mostram Georgia em sua adolescência sendo ensinada a atirar por uma mulher de uma gangue de motoqueiras, e como ela assaltou um posto de gasolina antes de voltar para casa e atirar na mão do seu padrasto abusivo. |              |                                                                                          |                            |                                     |                         |
| 3 | 3            | "Next Level Rich People Shit" "Tipo podre de ricos" (BR)                                 | Renuka Jeyapalan           | Danielle Hoover & David Monahan     | 24 de fevereiro de 2021 |
| Georgia aceita que Ginny participe da noite do pijama dos alunos do segundo ano e se oferece para acompanhar como responsável junto com Ellen ao ver o valor arrecadado com os ingressos, mas não consegue encontrar uma babá para Austin; no entanto, Paul se oferece para cuidar dele. Ginny começa no novo emprego no Blue Farm, e Max, que conseguiu o papel principal no musical, se apaixona por Riley, uma colega do teatro. Empolgadas com a noite do pijama, Ginny e suas amigas trocam mensagens sobre o evento; é revelado que Abby tem problemas com a própria imagem corporal e prende as pernas com fita para parecer mais magra. Durante a festa, Ginny e as amigas dançam e tiram fotos numa cabine: Hunter se junta a Ginny e a beija. Georgia observa de longe, mas Ginny pede que ela vá embora por estar envergonhada diante das amigas; Ginny, Max, Abby e Norah decidem fazer rabos de cavalo iguais, mas o cabeleireiro estraga o cabelo de Ginny, que foge para o banheiro e encontra Marcus escondido. Enquanto arruma o cabelo, os dois conversam e Marcus revela que sofre com depressão desde que perdeu seu melhor amigo no ano anterior. Georgia se oferece para levar o dinheiro dos ingressos à diretoria, mas acaba roubando uma parte. Max confessa seus sentimentos a Riley e a beija, mas Riley diz que é hétero; arrasada, Max desabafa com Georgia, que a consola. Georgia encontra Ginny no banheiro e as duas discutem, com Ginny acusando a mãe de ter inveja por ela estar vivendo experiências que Georgia nunca teve. Enquanto isso, Paul se aproxima de Austin assistindo futebol com ele, mas acaba encontrando os cartões de crédito em nome do menino. Depois da noite do pijama, Hunter pede Ginny em namoro e ela aceita, enquanto Max conhece Sophie. Flashbacks mostram Georgia adolescente descobrindo que está grávida no banheiro de um posto de gasolina e, logo em seguida, conhecendo um garoto chamado Joe, que estava numa excursão escolar: Joe divide o sanduíche com ela, conta que é de Wellsbury e que sonha ter uma fazenda com animais, enquanto Georgia diz que, quando criança, sonhava com um cavalo mágico chamado Milkshake; antes de ir embora, Joe dá seus óculos Ray-Ban para Georgia. |              |                                                                                          |                            |                                     |                         |
| 4 | 4            | "Lydia Bennett is Hundo a Feminist" "Lydia Bennett, a feminista oculta" (BR)             | Renuka Jeyapalan           | Tawnya Bhattacharya & Ali Laventhol | 24 de fevereiro de 2021 |
| Em seu primeiro relacionamento, Ginny quer desesperadamente que Hunter goste dela, enquanto ele se prepara para a Batalha das Bandas. Numa reunião do conselho, Georgia propõe organizar uma Noite de Cassino em vez de uma venda de bolos para arrecadar mais dinheiro para as escolas. No trabalho, ela é questionada pelo RH sobre o cartão de crédito em nome de Austin que Paul viu: Georgia diz que foi o pai de Austin, Gil, quem fez isso, e revela que ele está preso por desvio de dinheiro da própria empresa. Sentindo-se culpado, Paul aceita a ideia da Noite de Cassino. Enquanto passa o tempo com as amigas, Ginny comenta que sente que Hunter não gosta realmente dela e fala sobre como a pornografia passa uma imagem distorcida do sexo, fazendo com que os homens não priorizem o prazer feminino. Marcus ouve a conversa. Ginny envia uma foto provocante para Hunter, mas como ele não responde, ela manda para Marcus, iniciando uma conversa que acaba em sexting e leva Ginny a se masturbar pela primeira vez. Georgia e Nick enfrentam dificuldades para conseguir fundos para a Noite de Cassino depois que a organização do evento deixa de estar sob o controle de Cynthia, mas conseguem resolver tudo graças à criatividade de Georgia, e a noite é um sucesso, fazendo-a arrecadar quatro vezes mais que no ano anterior, embora fique com uma parte do dinheiro. Na aula de inglês, Ginny escolhe falar sobre Lydia Bennett, de Orgulho e Preconceito, mas se sente pessoalmente atacada quando Hunter discorda e critica a personagem. Na Batalha das Bandas, Ginny entende os sentimentos de Hunter depois que ele canta uma música sobre ela, e os dois fazem as pazes. Paul convida Georgia para sair. Flashbacks mostram Georgia adolescente conhecendo os pais de Zion após descobrir que estava grávida. |              |                                                                                          |                            |                                     |                         |
| 5 | 5            | "Boo, Bitch" "Boo, vadia" (BR)                                                           | Sudz Sutherland            | Mike Gauyo & Briana Belser          | 24 de fevereiro de 2021 |
| Ginny finalmente está popular e bem integrada na escola depois que a música de Hunter viraliza. Ela e suas amigas decidem ir com fantasias combinando no Halloween e Ginny ajuda Max com Sophie, convidando-a para a festa. Ela também convida Bracia, uma das poucas outras meninas negras da escola, mas continua ignorando Marcus. No trabalho, Ginny escuta Padma dizendo que Marcus não quer um relacionamento com ela e propõe que o grupo vá fantasiado de Britney Spears. Georgia e Paul saem para um encontro no Blue Farm, mas são vistos por Cynthia. Ginny conhece a família de Hunter e descobre que já precisa começar a pensar em faculdades e cartas de recomendação. Na Feira de Halloween, Paul fala sobre seus planos inovadores para Wellsbury caso seja reeleito, mas Cynthia revela que o viu com Georgia e anuncia sua candidatura à prefeitura. Na festa, Ginny e suas amigas brilham nas fantasias de Britney, mas Abby força o vômito depois de ouvir um comentário maldoso sobre sua aparência, e Ginny lê comentários cruéis sobre ela no vídeo de Hunter, se queimando no banheiro. Max, bêbada, tenta forçar um beijo em Sophie, que vai embora; Bracia comenta sobre a fantasia de Ginny, insinuando que ela só pode se vestir assim por ser vista como branca. Ginny leva Max para casa e observa Marcus cuidando da irmã. Mais tarde, ela pede desculpas por tê-lo ignorado e os dois concordam em continuar como amigos. Georgia e Paul transam, e Georgia volta para casa e encontra a irmã Maddie, que não via há mais de dez anos. Ginny fica chocada ao descobrir mais um segredo da mãe. O detetive particular chega a Wellsbury. Austin é provocado por Zach e o fere violentamente na mão com um lápis. Flashbacks mostram como os pais de Zion ofereceram ficar com a guarda de Ginny, mas Georgia fugiu da casa deles para não perder a filha. |              |                                                                                          |                            |                                     |                         |
| 6 | 6            | "I'm Triggered" "Gatilho" (BR)                                                           | Sudz Sutherland            | Danielle Hoover & David Monahan     | 24 de fevereiro de 2021 |
| Após o ataque de Austin, ele é suspenso da escola e obrigado a fazer terapia, mas Georgia não vê necessidade e briga com Ginny por causa disso. A presença de Maddie obriga Georgia a confrontar traumas do passado, enquanto Austin cria laços com o primo Caleb. Ginny conversa com Hunter sobre seu descontentamento com os segredos da mãe, incluindo a existência de sua tia Maddie. Nick conta a Georgia sobre Jesse, um homem que conheceu na Noite do Cassino, e depois os apresenta; Max está sofrendo por Sophie. Estressada, Georgia vai ao Blue Farm e conversa com Joe, sendo depois acompanhada por Maddie. As duas bebem juntas e reatam o vínculo. Enquanto isso, Ginny fala com Max e Marcus sobre os novos parentes e recebe mais empatia de Marcus do que da melhor amiga. Joe e Georgia levam Maddie bêbada pra casa no momento em que Paul chega e declara seus sentimentos por Georgia. Georgia consegue mexer escondido no celular da irmã e descobre que Maddie está em Wellsbury para espioná-la a mando do detetive Gabriel Cordova, que está pagando por isso. Cordova é revelado como Jesse. Georgia expulsa Maddie, oferecendo o dobro do dinheiro para que ela vá embora; Maddie revela que, após Georgia fugir de casa na adolescência, o pai abusivo voltou sua violência contra ela. Max se desculpa com Sophie e as duas se beijam. Ginny volta mais cedo para casa e vasculha o quarto da mãe, encontrando mais segredos: ela descobre fotos de Georgia ainda criança e uma arma. Georgia também chega mais cedo e ouve barulhos no andar de cima, sobe com uma arma da bolsa e encontra Ginny — mãe e filha ficam frente a frente, ambas armadas. Georgia diz que guarda segredos para proteger a filha, mas Ginny reage com desprezo. Georgia queima as fotos de infância e Ginny liga para o pai. Flashbacks mostram Georgia adolescente trabalhando e morando em uma pensão, sendo cortejada por um homem mais velho chamado Anthony Green e iniciando um esquema de jogo de pôquer; pouco depois, Maddie, ainda jovem, chega após fugir de casa também, mas Georgia pede que ela vá embora depois que Maddie deixa a pequena Ginny sozinha na banheira. Maddie rouba todo o dinheiro de Georgia e foge. |              |                                                                                          |                            |                                     |                         |
| 7 | 7            | "Happy Sweet Sixteen" "Feliz 16 anos, otária" (BR)                                       | Aleysa Young               | Tawnya Bhattacharya & Ali Laventhol | 24 de fevereiro de 2021 |
| Ginny faz 16 anos. Paul participa de um debate com Cynthia e depois brinca com Austin, aconselhando o garoto sobre seu conflito com Zach. Georgia está desviando dinheiro no trabalho e liga para contratar alguém chamado Marty para um serviço secreto. A família de Georgia discute durante o jantar; após a refeição, Paul visita Georgia e passa a noite com ela. Para manter o fim de semana de aniversário de Ginny sob seu controle, Georgia organiza uma festa e uma noite do pijama com as amigas Max, Norah e Abby. A festa é invadida por Nick, que leva Gabriel junto, e Georgia o chama pelo nome verdadeiro. Gabriel recebe uma ligação com os resultados de exames médicos que indicam que o marido de Georgia estava com a saúde perfeita pouco antes de morrer. As amigas de Ginny, depois de invadirem o armário de bebidas de Georgia, convencem Ginny a irem até a casa de Max, onde se juntam a seus namorados e namorada para uma festa regada a álcool enquanto os pais de Max estão fora. Georgia descobre e denuncia o grupo, e a festa é interrompida pela polícia. Paul vai até lá e paga a fiança de Ginny. Mais tarde, Georgia conta a Ginny que sofreu abusos do padrasto, o que a levou a fugir de casa, e também revela que nunca recebeu sua herança e está falida. Austin volta à escola, mas entra em pânico e foge. Flashbacks mostram uma época em que Georgia foi presa e quase perdeu a guarda de Ginny. |              |                                                                                          |                            |                                     |                         |
| 8 | 8            | "Check One, Check Other" "Marca uma, marca outra" (BR)                                   | Aleysa Young               | Mike Gauyo & Briana Belser          | 24 de fevereiro de 2021 |
| Cynthia divulga um vídeo difamatório contra Paul e Georgia, fazendo com que Paul perca apoiadores. Padma termina com Marcus, enquanto na aula de inglês Ginny precisa escrever uma redação para concorrer a um grande prêmio. Zion, pai de Ginny e fotógrafo de viagens, chega à cidade; Ginny teme que seus pais voltem a ficar juntos, mesmo com o compromisso de Georgia com Paul. Paul vai jantar com Georgia e conhece Zion. É revelado que os pais de Abby estão se divorciando, mas nenhuma das amigas percebe o quanto ela está sofrendo. Marcus busca conselhos com Max e Sophie, decidido a contar a Ginny sobre seus sentimentos. Zion leva Ginny a uma noite de microfone aberto em Boston e promete que vai se estabelecer por perto para ficar mais próximo dela. Georgia vê Marcus entrando pela janela do quarto de Ginny e a confronta, gerando uma briga entre mãe e filha. Austin continua fingindo que vai à escola para não enfrentar Zach. Ginny apresenta sua redação na aula de inglês, um poema; no entanto, o professor declara Hunter como vencedor e critica o trabalho de Ginny por ser "inconvencional". Max e Sophie transam, enquanto Ginny e Hunter têm uma briga séria por causa do poema e pelas diferenças nas experiências e tratamentos que enfrentam como pessoas não brancas. Ginny tem uma conversa sincera com Zion, que a encoraja a ser fiel a si mesma. Abby chama as amigas no Blue Farm e as acusa de tê-la deixado sozinha em um momento difícil; as garotas se reconciliam e prometem estar lá umas para as outras. Cordova descobre que Georgia tem uma planta de acônito, que pode causar ataques cardíacos. Cynthia dá uma entrevista acusando Georgia de ter armas em casa, o que irrita Paul, que é contra o uso de armas, e, então, Georgia dorme com Zion. Ginny vê seus pais juntos e tem um colapso emocional, se queimando novamente; Marcus a vê pela janela, e Ginny, irritada, o humilha. Marcus pega sua moto sem ter licença e acaba caindo em uma vala. Flashbacks mostram Georgia se casando com Anthony Green para oferecer um ambiente estável para Ginny e não perder a guarda da filha, mas Anthony não quer que Georgia saia do apartamento. Encurralada, Georgia coloca um sedativo na bebida dele e o observa morrer, pensando em ligar para o 911 antes de desistir e desligar o telefone. |              |                                                                                          |                            |                                     |                         |
| 9 | 9            | "Feelings Are Hard" "Sentimentos são difíceis" (BR)                                      | Catalina Aguilar-Mastretta | Danielle Hoover & David Monahan     | 24 de fevereiro de 2021 |
| Ginny se sente culpada e ansiosa pelo acidente de Marcus, que volta do hospital com uma concussão. Georgia mantém distância de Zion após terem dormido juntos e pede desculpas a Paul. Cordova apresenta sua hipótese de que Georgia envenenou Kenny com acônito para causar um ataque cardíaco e solicita a exumação do corpo para testes, enquanto Georgia manda mensagens para Marty. Brincando com Zion, Austin encontra as cartas que escreveu para o pai escondidas no armário de Georgia. Ginny conversa com Joe sobre Marcus e busca conselhos com ele. Georgia e Ginny conversam sobre Zion, com Georgia prometendo que nada vai acontecer. Os Miller jantam com os Baker: Ginny visita Marcus, que está se recuperando, mas encontra Padma, que diz que Marcus gosta dela. Zion confessa a Georgia que quer se estabelecer com ela. Georgia ajuda Paul a recuperar apoio organizando um comício na cidade com foco em melhorias para Wellsbury, enquanto continua desviando dinheiro. Cynthia vê Georgia no banco sacando o dinheiro desviado. Sophie termina com Max, que fica arrasada, enquanto Zion diz a Ginny que conseguiu um apartamento em Boston para ficar por perto. As meninas correm para consolar Max, mas Ginny visita Marcus novamente e pede desculpas, com medo de que ele esteja bravo por não ter respondido suas mensagens; Marcus explica que perdeu o celular no acidente e eles se abraçam, mas são flagrados por Abby, que implora para Ginny parar e não contar a Max, pois isso destruiria o grupo. Após o comício, Georgia tenta terminar com Paul, mas ele a surpreende com um pedido de casamento, dizendo que a enxerga como ela realmente é, e ela aceita. Ao chegar em casa, Georgia encontra Zion indo embora, dizendo que não quer impedi-la de seguir em frente. Ginny diz a Marcus que o ama, ele responde o mesmo, e eles transam; depois, Marcus se oferece para ajudá-la se ela quiser. Cynthia invade o gabinete do prefeito e encontra provas de que Georgia está desviando dinheiro. Cordova descobre que o corpo de Kenny sumiu do túmulo, e Austin mostra a Ginny as cartas que Georgia nunca enviou, então Ginny ajuda o irmão a despachá-las. Max encontra o celular perdido de Marcus e vê as mensagens de Ginny, descobrindo que ela esteve envolvida com seu irmão o tempo todo. Flashbacks mostram Georgia e Ginny aparecendo na casa de Zion depois de um ano sem contato. Eles vivem juntos por um tempo, mas Georgia percebe que está impedindo Zion de realizar seus sonhos e decide deixá-lo livre para segui-los. |              |                                                                                          |                            |                                     |                         |
| 10 | 10           | "The Biggest Betrayal Since Jordyn and Kylie" "A pior traição desde Jordyn e Kylie" (BR) | Catalina Aguilar-Mastretta | Sarah Lampert & Debra J. Fisher     | 24 de fevereiro de 2021 |
| Apesar do noivado de Georgia e Paul, o clima na casa dos Miller está tenso: Austin continua faltando à escola e desaparecendo, enquanto Ginny se vê afastada do seu grupo de amigas. Com a eleição se aproximando, Cynthia acusa publicamente Georgia de desviar dinheiro, mas o RH conclui que não há nenhum valor em falta, embora Nick perceba um grande depósito feito naquela manhã, exatamente no valor que estaria faltando. Após ser novamente exposta por seu professor de inglês, Ginny encontra Bracia no banheiro e conversa com ela sobre como é difícil ser negra em uma cidade completamente branca. Hunter diz a Ginny que ainda a ama e não quer terminar; Joe repara nos óculos Ray-Ban de Ginny e ela conta que Georgia os recebeu de um estranho em um posto de gasolina. Joe interpreta isso como um sinal e se prepara para confessar seus sentimentos a Georgia, mas ela entra e ele descobre que ela está noiva de Paul. Ginny vai ao musical de Max para tentar conversar, mas Max revela que sabe sobre ela e Marcus, e a confronta por ter mentido; Ginny acusa Abby de ter contado para Max, que se irrita com Abby também. Hunter entra na discussão e Abby revela que Ginny o traiu com Marcus, que chega dizendo que foi um erro — e leva um soco de Hunter. Ginny fica arrasada com as palavras de Marcus e termina com ele. Max conta à mãe sobre Ginny e Marcus, e Ellen confronta Georgia. Georgia tenta conversar com Ginny, que explode, acusando a mãe de mentir, de afastar Zion e de forjar as cartas de Austin, que Ginny revela ter enviado, deixando Georgia em choque. Ginny chantageia seu professor de inglês para conseguir uma carta de recomendação, acusando-o de racismo, enquanto Georgia descobre que Austin tem faltado à escola. Excluída pelas amigas, Ginny se aproxima de Bracia; no trabalho, ela é abordada por Gabriel, que revela estar investigando Georgia e pede que Ginny compartilhe o que sabe, temendo que sua mãe seja perigosa, mas Ginny a protege. Ao chegar em casa e ver Georgia se arrumando para o evento de posse do novo prefeito, Ginny decide fugir: ela e Austin queimam o acônito, roubam a moto de Marcus e vão embora, no mesmo momento em que Paul vence a eleição. Cynthia chega em casa e encontra o marido, que está em coma, e Georgia revela a Gabriel que colocou as cinzas de Kenny nos fogos de artifício. |              |                                                                                          |                            |                                     |                         |

### 2.ª Temporada (2023)
| N.º geral | N.º na temp. | Título | Dirigido por       | Escrito por                         | Exibição original    |
| --- | ------------ | --- | ------------------ | ----------------------------------- | -------------------- |
| 11 | 1            | "Welcome Back, Bitches!" "Fiquem à vontade" (BR)                                                                                                 | James Genn         | Sarah Lampert & Debra J. Fisher     | 5 de janeiro de 2023 |
| Nas últimas duas semanas, Ginny e Austin estão morando com Zion em Boston. Os avós de Ginny vão até a casa de Zion para o jantar de Ação de Graças, e Ginny os ouve comentando preocupados sobre a saúde mental dela antes de irem embora. Georgia passa o feriado com Paul na casa dos pais dele, e escuta quando eles dizem que ela tem "bagagem demais", embora Paul insista que quer se casar com ela. Ginny continua se automutilando. Ela tem uma crise de pânico ao saber que terá que ver a mãe novamente. Ginny se abre com Zion sobre a automutilação e pergunta se pode continuar morando com ele; ele aceita, com a condição de contar tudo a Georgia e que Ginny comece a fazer terapia. Zion, Georgia, Paul, Ginny e Austin têm um jantar desconfortável juntos. Georgia confronta a filha por achar que ela a vê como uma 'mãe malvada'. Zion diz a Georgia que Ginny vai morar com ele, mas ela não permite. Ele então tenta contar sobre a automutilação de Ginny, mas, para impedi-lo, Ginny aceita voltar para casa. Gabriel descobre que Georgia foi casada com um homem chamado Anthony Green, que está desaparecido. Marcus entra no quarto de Ginny pela janela e os dois têm uma conversa profunda, até que ela pede para ele passar a noite. Flashbacks mostram Georgia chegando em casa na noite da eleição e encontrando os filhos desaparecidos e as flores de acônito queimadas. Também mostram Georgia trabalhando durante o Dia de Ação de Graças e criando o "Friyay" para que Ginny tivesse um feriado especial. |              | |                    |                                     |                      |
| 12 | 2            | "Why Does Everything Have to Be So Terrible, All the Time, Forever?" "Por que que tudo tem que ser tão horrível, o tempo todo, pra sempre?" (BR) | James Genn         | Danielle Hoover & David Monahan     | 5 de janeiro de 2023 |
| Georgia pede para Paul se mudar para sua casa, concordando em não contar nada às crianças por enquanto, mas acaba contando mesmo assim. No primeiro dia de Ginny de volta à escola, suas amigas a ignoram. Georgia planeja entrar para o Clube da Vizinhança, mas descobre que precisa de uma indicação de uma integrante atual, então decide visitar Cynthia, cujo marido está em estado terminal. Zion leva Ginny à sua primeira sessão de terapia, onde ela fala sobre sua infância e os episódios de automutilação. Nick confronta Georgia sobre o desvio de dinheiro, mas ela o lembra de que, se ele contar para Paul, perderá a vantagem da "negação plausível". Cynthia diz ao Clube da Vizinhança para não aceitarem Georgia. Paul conversa com Ginny, dizendo que quer estar presente para ela e Austin, mencionando que o pai de Austin, Gil, abriu cartões de crédito em nome do menino. Na manhã seguinte, Ginny prepara um smoothie para Paul, o que faz Georgia se lembrar do mesmo tipo de bebida que usou para matar Kenny. Flashbacks mostram Georgia voltando, abalada, para o seu antigo grupo de motoqueiros, buscando ajuda para se livrar do corpo de Anthony Green depois de matá-lo acidentalmente. |              | |                    |                                     |                      |
| 13 | 3            | "What Are You Playing at, Little Girl?" "Que brincadeira foi essa, garotinha?" (BR)                                                              | Audrey Cummings    | Mike Gauyo                          | 5 de janeiro de 2023 |
| As tensões aumentam quando Georgia descobre que Ginny sabe o que aconteceu com Kenny. A professora de Austin avisa Georgia que ele está com dificuldades na escola e que pode estar com ansiedade, sugerindo que ele precise de acompanhamento psicológico, mas Georgia ignora a recomendação. Marcus pergunta a Ginny por que ela tem agido de forma tão reservada ultimamente, mas ela desconversa, e ele vai embora. Incapaz de falar abertamente sobre seus sentimentos, Ginny escreve um poema para ele. Abby e Ginny matam aula e fumam juntas. Georgia finalmente consegue convencer Cynthia a indicá-la para o Clube da Vizinhança. Ginny acaba contando a verdade para Marcus: que Georgia matou Kenny. Ele promete guardar o segredo. Georgia confirma para a filha que fez aquilo para proteger a família e que faria de novo, se fosse preciso, e as duas se reconciliam. Flashbacks mostram Georgia sem conseguir fazer amizades com Ginny por perto. Ela chega a usá-la para roubar roupas. |              | |                    |                                     |                      |
| 14 | 4            | "Happy My Birthday to You" "Feliz meu aniversário pra vocês" (BR)                                                                                | Audrey Cummings    | Anil K. Foreman                     | 5 de janeiro de 2023 |
| Depois que Ginny e Georgia se reconciliam, Georgia flagra Marcus entrando escondido no quarto de Ginny e o confronta sobre suas intenções com a garota. Ginny começa a planejar uma festa de aniversário para Marcus. Paul e Georgia entram em conflito sobre maneiras diferentes de educar as crianças. Max ainda tem sentimentos por Sophie, que agora tem namorado, e não percebe que uma garota chamada Silver está interessada nela. Cynthia evita visitar Tom, que já esqueceu seu nome, e passa o dia no Blue Farm, criando um laço com Joe, que também sofre por amar Georgia em segredo. Georgia pede a Ginny para ser sua dama de honra. Norah faz as pazes com Abby e Ginny, o que desaponta Max. Gabriel descobre que Georgia nunca foi investigada pela morte de Anthony Green. Marcus pede Ginny em namoro. Quando sente vontade de se automutilar, Ginny liga para sua terapeuta e acaba tendo um colapso emocional. Flashbacks mostram Georgia mentindo que Ginny estava doente para que pudessem ficar mais tempo na casa onde estavam. |              | |                    |                                     |                      |
| 15 | 5            | "Latkes Are Lit" "Esses latkes estão pegando fogo" (BR)                                                                                          | Danishka Esterhazy | Kale Futterman                      | 5 de janeiro de 2023 |
| Georgia está organizando o casamento, uma festa do Clube da Vizinhança e um evento beneficente para mulheres e crianças. O professor de inglês de Ginny pede que ela escolha um livro para incluir na grade sobre a experiência negra americana. Georgia pede desculpas a Nick e o convida para ser seu padrinho de honra. Ela também marca um encontro entre Zion e Paul para que os dois conversem e se entendam. Ginny e sua terapeuta conversam sobre Georgia como mãe. Paul discute com Georgia ao encontrar uma arma em casa. Georgia tenta fazer com que o professor de Ginny seja demitido ao armá-lo, mas Ginny impede a tempo. Na noite do microfone aberto do Blue Farm, Ginny lê um poema sobre seus sentimentos negativos em relação à mãe, porém, Georgia acaba chegando na hora e fica abalada ao ouvir. Cynthia beija Joe, mas se arrepende imediatamente. Gil aparece na escola de Austin. Flashbacks mostram Georgia dando sua própria comida para Ginny, que está faminta. Como os planos com a babá não dão certo, ela chama Gil para entrar e eles pedem comida. |              | |                    |                                     |                      |
| 16 | 6            | "A Very Merry Ginny & Georgia Christmas Special" "Um especial de Natal de Ginny e Georgia muito feliz" (BR)                                      | Danishka Esterhazy | Angela Nissel                       | 5 de janeiro de 2023 |
| Georgia ainda está chateada com o poema de Ginny e estressada por ter que receber a família de Paul na véspera de Natal. Ginny e Georgia entram e pegam Zion num encontro com sua namorada Simone, e Georgia se desespera, convidando sem querer a família de Zion para o jantar. Austin encontra uma arma enquanto procura pelos presentes. Gabriel descobre que a advogada de Georgia tem ligação com a antiga gangue dela. Joe anima Georgia, e ela faz as pazes com Paul. Cynthia e Joe transam. Gil aparece no dia de Natal dizendo que mudou. Georgia lê o caderno de Ginny e descobre que ela se automutila. Flashbacks mostram Gil comprando presentes para Georgia e Ginny. |              | |                    |                                     |                      |
| 17 | 7            | "Let Us Serenade the Sh*t Out of You" "Deixa a gente cantar pra vocês" (BR)                                                                      | Sharon Lewis       | Danielle Hoover & David Monahan     | 5 de janeiro de 2023 |
| Georgia tenta ser uma mãe melhor e confronta Zion por não ter contado sobre a automutilação de Ginny. Gil tenta se reaproximar de Austin, mas não consegue convencer Georgia de que mudou. O professor de inglês, Sr. Gitten, pede que Ginny lidere uma aula sobre o livro, então ela decide sair da turma. Marcus começa a agir de forma estranha e vai bêbado para a escola. Georgia participa de uma sessão de terapia com Ginny, e as duas sentem que não são compreendidas uma pela outra. Gil conta para Cynthia que Georgia o incriminou pelo desfalque que ela mesma cometeu, fazendo com que ele fosse preso. Ginny organiza uma festa surpresa de despedida de solteira para Georgia. Flashbacks mostram Gil contando para Georgia que desvia dinheiro da empresa onde trabalha. Georgia usa pintura facial no aniversário de Ginny, quando Zion e Gil se encontram. Depois que eles vão embora, ela remove a tinta do rosto, revelando que foi agredida fisicamente por Gil. |              | |                    |                                     |                      |
| 18 | 8            | "Hark! Darkness Descends!" "Ouçam! A escuridão aparece." (BR)                                                                                    | Sharon Lewis       | Megan Hartenstein & Jordan Dumbroff | 5 de janeiro de 2023 |
| Marcus revela ter depressão. Cynthia percebe que Joe gosta de Georgia e encerra o relacionamento de forma amigável. Ginny lidera uma revolta contra o professor de inglês. Cynthia ajuda Georgia quando Gil fica violento com ela. Gabriel conta para Ginny sobre Anthony. Georgia sufoca o marido de Cynthia, Tom, e o mata. Sem que ela saiba, Austin presencia tudo. Ginny diz a Marcus que sabe que ele não quer mais ficar com ela, e ele termina o namoro. Max e Silver se beijam. Max e Marcus ouvem um tiro. Flashbacks mostram Joe enfrentando um valentão que estava fazendo bullying. |              | |                    |                                     |                      |
| 19 | 9            | "Kill Gil" "Matar o Gil" (BR) | Rose Troche        | Debra J. Fisher & Sarah Lampert     | 5 de janeiro de 2023 |
| Três dias antes, Ginny tenta se adaptar à nova turma de inglês, mas os outros alunos não levam a aula a sério. Nick sente que Gabriel está se afastando. Georgia conta para Ginny sobre Anthony, dizendo que foi um acidente. Gil chantageia Georgia para ver Austin. Cynthia revela a Georgia que dormiu com Joe. Gil agride fisicamente Georgia, então Austin atira nele com a arma que havia encontrado. Eles limpam a casa e costuram o braço de Gil antes que Paul chegue. Georgia conta para as crianças sobre os anos de abuso de Gil, mas decide não contar para Paul. Ela liga para a empresa do casamento e cancela tudo. Gabriel descobre que Georgia estava com Tom quando ele morreu e denuncia à polícia como um possível assassinato. Flashbacks mostram Georgia se preparando para fugir de Gil, mas descobrindo que está grávida antes de conseguir ir embora. |              | |                    |                                     |                      |
| 20 | 10           | "I'm No Cinderella" "Eu não sou uma Cinderela" (BR)                                                                                              | Rose Troche        | Sarah Lampert & Debra J. Fisher     | 5 de janeiro de 2023 |
| Ginny descobre que Georgia cancelou o casamento e a convence a contar toda a verdade para Paul, para que não precisem fugir novamente. Georgia segue o conselho da filha e se abre com Paul. Chocado e sobrecarregado, Paul sai de casa, mas depois manda uma mensagem pedindo que Georgia o encontre no gabinete. Gil também aparece, e Paul o confronta, afirmando que ele é um condenado e que voltará para a prisão se continuar ameaçando e chantageando Georgia. Gabriel revela a Nick sua verdadeira identidade e os crimes de Georgia. Paul e Georgia se casam, e Ginny faz seu discurso como dama de honra na recepção. No meio da primeira dança do casal, a polícia adentra a igreja e Georgia é presa pelo assassinato de Tom. Ao vê-la ser levada pela polícia, Austin fica confuso e angustiado, dizendo que não contou a ninguém o que viu na noite em que Tom morreu. Flashbacks mostram Gil jogando Georgia no chão e, depois, Georgia o ameaçando com uma arma, até que ele consegue tomá-la dela à força. |              | |                    |                                     |                      |

### 3.ª Temporada (2025)
| N.º geral | N.º na temp. | Título                                                             | Dirigido por     | Escrito por                         | Exibição original  |
| --- | ------------ | ------------------------------------------------------------------ | ---------------- | ----------------------------------- | ------------------ |
| 21 | 1            | "This Wouldn't Even Be a Podcast" "Isso nem daria um podcast" (BR) | April Mullen     | Sarah Lampert                       | 5 de junho de 2025 |
| Ginny lida com colegas fofoqueiros e crises de ansiedade após a prisão de Georgia. Na audiência, Georgia se declara inocente, e o juiz permite que ela fique em prisão domiciliar com uma tornozeleira eletrônica até o julgamento. Em casa, Ginny confronta a mãe. Georgia admite ter matado Anthony, Kenny e Tom, revela estar apavorada e sem nenhum plano para o julgamento, e pede desculpas por não ter conseguido proteger Ginny e Austin. Ginny tenta confortá-la. Max tenta ser uma boa amiga, mas Ginny se aproxima mais de Abby, o que deixa Max com ciúmes. Abby conta a Ginny que tem ficado com Press, que faz sua tutoria. Max, por sua vez, chama Silver para sair. Flashbacks mostram Georgia saindo com os filhos depois que Gil é preso por fraude e desvio de dinheiro. Sem dinheiro e desesperada para alimentar Ginny e Austin, ela finge ser uma cliente e rouba comida de um restaurante. Outro flashback mostra o que aconteceu após a prisão de Georgia, quando Austin admite para Ginny que viu a mãe matar Tom. Ginny diz que ele não pode contar isso a mais ninguém. |              |                                                                    |                  |                                     |                    |
| 22 | 2            | "Beep Beep Freaking Beep" "Bip, bip, bip. Inferno!" (BR)           | April Mullen     | Danielle Hoover & David Monahan     | 5 de junho de 2025 |
| Cynthia, ainda de luto, visita Georgia e pergunta por que ela matou Tom. Georgia nega, mas diz que, se tivesse feito, teria sido por compaixão, já que Tom já estava morrendo. Ginny tem uma crise de pânico no trabalho e vai até Marcus, dizendo que sente sua falta e que não consegue conversar com mais ninguém. Ela confessa que não sabe como ajudar Georgia, ou sequer se deveria. Marcus lembra que a situação de Georgia não é responsabilidade de Ginny. Ele também se abre sobre sua depressão. Os dois admitem que ainda se amam e quase se beijam, mas acabam se afastando. Durante o jantar, Lynette aparece e critica Georgia por ter bagunçado a vida de Zion, Ginny e Austin. Ginny sai correndo de casa. Georgia vai atrás, mas sua tornozeleira a impede de ir longe. Ginny diz que precisa de espaço e segue andando. Flashbacks mostram Georgia deixando Ginny em uma nova escola, encorajando a filha a ter confiança e garantindo que ela vai encontrar pelo menos uma amiga. |              |                                                                    |                  |                                     |                    |
| 23 | 3            | "Friends Can Dance" "Amigos podem dançar" (BR)                     | Jasmin Mozaffari | Ayotunde Ifaturoti & Michelle Askew | 5 de junho de 2025 |
| Lynette irrita Georgia ao tentar conversar sobre possíveis arranjos para as crianças caso ela seja condenada. Press pressiona Abby a fazer sexo oral e, depois, Abby revela que é bulímica; Press reage com indiferença e sai rapidamente. Paul enfrenta a pressão dos rumores sobre o julgamento de Georgia e alerta o advogado dela de que talvez ela não esteja contando toda a verdade. Abby, achando que Sam também é bulímica, pede que ela toque a fita que usa para prender as coxas; Sam então confessa que tem uma queda por Abby e as duas se beijam. Após se despedir de Ginny antes do baile, Lynette e Georgia têm uma conversa sincera e se abraçam. Com o incentivo da família, Marcus vai ao baile e beija Ginny. Abby fica chocada ao ver Sam e Press chegarem juntos e acaba se embriagando com Marcus na sala do Sr. Gitten. Em casa, Abby, bêbada, grita com a mãe, acusando-a de ter deixado de ser mãe desde que o pai as abandonou. Nick tenta pedir demissão do gabinete de Paul, mas é chantageado por ele, que exige que Nick conte tudo o que sabe sobre Georgia. Flashbacks mostram Georgia voltando para Zion mais uma vez. Lynette aparece e insiste em ajudá-la. |              |                                                                    |                  |                                     |                    |
| 24 | 4            | "The Bitch Is Back" "A vadia voltou" (BR)                          | Jasmin Mozaffari | Ali Kinney                          | 5 de junho de 2025 |
| A mãe de Abby pede desculpas, mas diz que ambas precisam melhorar e arruma uma pessoa para fazer tutoria para ela. Paul, após descobrir detalhes do passado de Georgia através de Nick, começa a tratá-la com frieza. Georgia descobre que Gabriel está na lista de testemunhas da acusação. A escola fica sabendo que a sala do Sr. Gitten foi vandalizada durante o baile; Marcus assume a culpa e é suspenso por um mês. Quando Ginny tenta conversar com ele, Marcus diz que não a ama mais. Mais tarde, ele desabafa com Max, admitindo que não se lembra de nada do baile, nem mesmo de ter beijado Ginny, e que terminou com ela para priorizar sua saúde mental, que está se deteriorando. Austin, com dificuldades na escola, tenta ser suspenso também, vandalizando sua sala de aula. Ginny pede que Georgia coloque ele na terapia, mas ela diz que só poderão fazer isso depois do julgamento. Georgia organiza o Lawnfest, um evento político para valorizar pequenos negócios e tenta usar a ocasião para reaproximar-se de Joe, mas ele diz que ainda precisa de espaço por causa dos sentimentos que tem por ela. Ginny sai para um encontro com Wolfe, um cara da sua aula de poesia, mas mente seu nome, chamando-se de Gia. No primeiro dia do julgamento de Georgia, Gabriel sobe ao banco de testemunhas e a acusa de ser uma serial killer. |              |                                                                    |                  |                                     |                    |
| 25 | 5            | "Boom Goes the Dynamite" "Bum! E explodiu a dinamite" (BR)         | Liz Allen        | Eboni Freeman                       | 5 de junho de 2025 |
| Gabriel conta ao júri sobre os desaparecimentos de Anthony e Kenny e acusa Georgia de assassiná-los. Seu depoimento se espalha rapidamente pelos noticiários de TV. Gil tenta convencer Zion a aproveitar o momento para conseguir a guarda dos filhos de volta. Paul decide dormir na casa dos pais. Para escapar dos repórteres e dos colegas, Ginny falta à escola e vai a um museu de ciências com Wolfe. Zion confronta Ginny sobre o depoimento de Gabriel, e ela acaba confirmando sem querer. Nem Paul nem Zion aparecem no segundo dia do julgamento. O advogado de Georgia consegue invalidar o testemunho de Gabriel, mas os repórteres continuam a perseguir a família. Ginny descobre que um poema que escreveu, fazendo referência aos crimes da mãe, viralizou na internet. Ela volta para casa com vontade de se automutilar, mas Georgia consegue distraí-la e impedi-la. Wolfe descobre o nome verdadeiro e a história de Ginny, mas diz que não se importa. O Conselho Tutelar aparece, revelando que Gil e Zion pediram uma investigação para tirar as crianças dos cuidados de Georgia. Flashbacks mostram Georgia decidindo que Ginny deve faltar à escola para as duas irem fazer compras, depois de saber que a filha estava sofrendo bullying por causa das roupas. |              |                                                                    |                  |                                     |                    |
| 26 | 6            | "At Least It Can't Get Worse" "Pelo menos pior não fica" (BR)      | Liz Allen        | Zachary Arthur & Jordan Dumbroff    | 5 de junho de 2025 |
| Zion tem dificuldade em lidar com Ginny, que ainda está magoada por ele ter chamado o Conselho Tutelar. Georgia quebra a ordem judicial ao ligar bêbada para Ginny durante a noite. Chorando, Ginny diz que sente saudades, mas que não quer piorar a situação e, por isso, bloqueia o número da mãe. Ginny tenta visitar Austin na escola, mas é impedida por Gil. Com raiva, ela acusa Zion de permitir que um homem abusivo cuide de Austin e diz que a culpa é dele. Ginny vai a uma festa com Wolfe e os dois transam em uma lavanderia. Marcus visita Georgia para consertar uma janela quebrada por uma pedra e diz que Ginny ainda precisa dela. No tribunal, o advogado de Georgia sugere que Tom pode ter morrido engasgado acidentalmente, mas os especialistas contradizem essa teoria. Desesperada, Georgia liga para a Dra. Lily, que a tranquiliza, dizendo que seus filhos a amam e que ela precisa dar um jeito na própria vida. Joe aparece na casa de Georgia e pergunta por que ela não o incriminou ao revelar o caso dele com Cynthia; ela responde que nunca faria isso. Georgia revela que o pai dela, que tentou matá-la quando criança, entrou em contato depois de vê-la no noticiário. Ginny descobre que está grávida. |              |                                                                    |                  |                                     |                    |
| 27 | 7            | "That's Wild" "Que loucura" (BR)                                   | Sharon Lewis     | Kourtney Richard                    | 5 de junho de 2025 |
| O advogado de Georgia diz que é importante ela levar apoiadores para o tribunal, especialmente Paul. Georgia tenta, mas não consegue. Abby começa a se interessar por Tris, a pessoa que faz sua tutoria, mas tem dificuldade em aceitar os próprios sentimentos. Max distrai os repórteres na frente da casa de Georgia para que Ginny possa entrar escondida e contar para a mãe que está grávida. Georgia ajuda Ginny a fazer um segundo teste e pensar nas opções. Ginny decide fazer um aborto, mas não quer contar para mais ninguém. Georgia pede a Marcus que acompanhe Ginny e dê apoio. Enquanto Georgia cuida da filha depois do procedimento, elas descobrem que o julgamento virou um telefilme de baixo orçamento. Elas contam a Zion sobre o aborto, e ele tranquiliza Ginny quanto à decisão. Joe visita Georgia e os dois quase se beijam, mas ele se afasta. Paul decide se divorciar de Georgia para proteger sua carreira, mas ao ir vê-la, ela mente dizendo que está grávida, mostrando o teste de Ginny como se fosse dela. Flashbacks mostram Georgia e os filhos morando no carro ("acampando no carro") enquanto Zion está viajando para fora do país. Georgia orienta Ginny a mentir para o pai dizendo que está tudo bem quando ele liga. |              |                                                                    |                  |                                     |                    |
| 28 | 8            | "Is That a Packed Lunch?" "Esse lanche veio da Georgia?" (BR)      | Sharon Lewis     | Danielle Hoover & David Monahan     | 5 de junho de 2025 |
| Ginny termina com Wolfe, decepcionada com a falta de apoio dele depois que descobriu que ela estava grávida. O professor da aula de poesia, Sr. Kay, incentiva Ginny a se inscrever em um concurso de poesia para jovens, que ela acaba vencendo. Durante os ensaios da peça, Max se reaproxima de Sophie e as duas se beijam, enquanto Bracia tem dificuldades para dizer "eu te amo" para Bryon. Cynthia convida Austin para brincar com Zach. Abby e Ginny jantam com o pai de Abby e Anna, a nova namorada dele; Abby fica horrorizada ao descobrir que Anna já se mudou para a casa. Zion participa de uma sessão de terapia com Ginny e descobre que Georgia criou a filha em situação de rua; depois, avisa Georgia que vai entrar com um pedido de guarda. Acreditando que Georgia está grávida, Paul desiste da ideia do divórcio e tenta ser um bom parceiro. No entanto, mais tarde ele percebe que foi enganado ao ouvir Georgia conversando com Zion. Furioso, diz que ele e as crianças estarão melhor sem ela e dá um soco na parede, bem atrás de Georgia. Sem mais esperanças de vencer o julgamento, Georgia diz a Joe que pretende fugir naquela noite. Os dois desabafam um com o outro e acabam transando. Depois, Georgia rouba a moto de Marcus e remove a tornozeleira eletrônica. Ela liga para Ginny da prisão para contar que se entregou. Flashbacks mostram Georgia sendo oficialmente aceita na gangue de motoqueiros, com o símbolo do grupo tatuado em suas costas. |              |                                                                    |                  |                                     |                    |
| 29 | 9            | "It's Time for My Solo" "Tá na hora do meu solo" (BR)              | Darnell Martin   | Sarah Glinski                       | 5 de junho de 2025 |
| Max começa a se preocupar que Ginny, Norah e Abby estejam excluindo ela. A pedido de Ginny, Simone aceita defender Georgia no tribunal e a orienta a criar uma dúvida razoável para o júri, colocando a culpa do assassinato em Cynthia. Gil avisa Ginny que pretende se mudar com Austin para o Michigan; quando Ginny o enfrenta, ele agarra seu braço com força, deixando marcas. Cynthia presencia a cena e o enfrenta com um spray de pimenta. Durante as visitas na prisão, Georgia alerta Ellen de que Marcus pode estar desenvolvendo alcoolismo. Ela também pede que Joe a esqueça, mas ele promete continuar a visitá-la. No almoço, Max percebe que Abby, Ginny e Norah têm saído juntas sem ela, e nota que Marcus está com problemas de bebida. Norah conta a Ginny que Joe e Cynthia tiveram um caso. Ginny incentiva Georgia a usar essa informação para incriminar Cynthia, mas percebe que Georgia já sabia e se recusa a fazer isso. Max enfurece Marcus ao contar para os pais deles sobre sua bebida. No tribunal, a defesa chama Austin para depor. Ele surpreende todos ao mentir e afirmar que Gil matou Tom. Flashbacks mostram Max, ainda criança, convidando Marcus para sair com ela e suas amigas. Depois de ser repreendida por Ellen por fazer "birra" ao ver sua mãe distraída durante uma apresentação, Marcus consola a irmã e a anima. |              |                                                                    |                  |                                     |                    |
| 10 | 30           | "Monsters" "Monstros" (BR)                                         | Darnell Martin   | Sarah Lampert                       | 5 de junho de 2025 |
| No tribunal, Cynthia concorda que é possível que Gil tenha assassinado Tom. O júri decide a favor de Georgia, e a imprensa a declara como a verdadeira vítima. Paul enfrenta reação negativa do público e é destituído do cargo. Ele demite Nick. Max sofre ao se sentir excluída pelas amigas. Marcus beija Ginny e diz que ainda a ama. Georgia conta a Joe que todos os detalhes revelados no julgamento são verdadeiros e que não quer mentir para ele. Ellen leva Marcus para a reabilitação. Ginny percebe Georgia tomando um copo de leite em casa e lembra que Georgia já havia dito que só bebia leite quando estava grávida. Flashbacks mostram Ginny se encontrando com Austin e Cynthia antes do julgamento. |              |                                                                    |                  |                                     |                    |

## Produção

### Desenvolvimento
Em 13 de agosto de 2019, foi anunciado que a Netflix havia encomendado a produção de uma primeira temporada com dez episódios. A série foi criada por Sarah Lampert e teve Debra J. Fisher como showrunner. Outros produtores executivos incluem Anya Adams, Jeff Tahler, Jenny Daly, Holly Hines e Dan March. Adams também dirigiu os dois primeiros episódios. Lampert escreveu o roteiro enquanto trabalhava como gerente de desenvolvimento na Madica Productions. O roteiro foi então enviado para a Critical Content, compartilhado com a Dynamic Television e, por fim, chegou à Netflix. Em 19 de abril de 2021, a Netflix renovou a série para a segunda temporada. Em 17 de maio de 2023, a plataforma anunciou a renovação para a terceira e a quarta temporadas, com Sarah Glinski assumindo como nova showrunner no lugar de Fisher.

### Seleção de elenco
Junto com o anúncio inicial da série, foi divulgado que Brianne Howey, Antonia Gentry, Diesel La Torraca, Jennifer Robertson, Felix Mallard, Sara Waisglass, Scott Porter e Raymond Ablack fariam parte do elenco principal. Em 20 de janeiro de 2021, foi anunciado que Mason Temple entraria para o elenco em um papel recorrente. Para se prepararem para seus personagens, Robertson, Mallard e Waisglass aprenderam língua de sinais americana (LSA). Em 28 de janeiro de 2022, foi noticiado que Aaron Ashmore se juntaria ao elenco em um papel recorrente na segunda temporada. Em 13 de setembro de 2024, Ty Doran e Noah Lamanna foram escalados em papéis recorrentes para a terceira temporada.

### Filmagens
As filmagens da série começaram em 14 de agosto de 2019 e terminaram em 10 de dezembro de 2019. As gravações ocorreram em Toronto e Cobourg, Ontário, no Canadá. As filmagens da segunda temporada começaram em 29 de novembro de 2021 e foram concluídas em 23 de abril de 2022. As gravações da terceira temporada tiveram início em 29 de abril de 2024. Em 13 de setembro de 2024, foi noticiado que as filmagens da terceira temporada haviam sido concluídas.

## Lançamento
Em 14 de janeiro de 2021, as primeiras imagens da série foram liberadas. Ginny & Georgia estreou em 24 de fevereiro de 2021. A segunda temporada foi lançada em 5 de janeiro de 2023. A terceira temporada estreou em 5 de junho de 2025.

## Recepção

### Audiência
Em 19 de abril de 2021, a Netflix anunciou que 52 milhões de assinantes assistiram à primeira temporada da série nos primeiros 28 dias após o lançamento. Nesse período, Ginny & Georgia acumulou 381 milhões de horas assistidas globalmente.
Em 10 de janeiro de 2023, foi relatado que a segunda temporada liderou o Top 10 de séries da Netflix na semana de 2 a 8 de janeiro, com 180,47 milhões de horas assistidas. Na semana seguinte, de 9 a 15 de janeiro, a temporada continuou no topo com 162,7 milhões de horas vistas. Atualmente, a segunda temporada está entre as 10 séries em língua inglesa mais assistidas da história da plataforma, com um total de 504,77 milhões de horas visualizadas nos primeiros 28 dias.
Após o lançamento da segunda temporada, a série apareceu no Top 10 da Nielsen por oito semanas consecutivas.
A terceira temporada atraiu 17,6 milhões de espectadores e alcançou o primeiro lugar no Top 10 da Netflix logo após sua estreia.

### Resposta da crítica
Para a primeira temporada, o agregador de críticas Rotten Tomatoes registrou uma aprovação de 68%, com base em 31 avaliações de críticos, e uma classificação média de 6,2/10. O consenso do site diz: "Mesmo que Ginny & Georgia não consiga cumprir totalmente sua proposta tonalmente ambiciosa na primeira temporada, ao menos é divertido assistir à tentativa." O Metacritic atribuiu à primeira temporada uma média ponderada de 62 de 100, com base em 15 críticas, indicando "avaliações geralmente favoráveis".
Kristen Baldwin, da Entertainment Weekly, deu uma nota B− para a primeira temporada e escreveu: "Ginny & Georgia quer que a gente admire o jeito como Georgia sempre consegue estar um passo à frente... Mas eu só ficava torcendo para que o Conselho Tutelar finalmente aparecesse." Melanie McFarland, da Salon, afirmou: "Brincar com o conflito de classes em uma série como essa é fácil. Encarar outras feiuras essenciais da sociedade americana enquanto permeia a trama com humor negro e sarcasmo é um trabalho mais complexo. A série mistura bem todas essas nuances emocionais, sem deixar que Ginny, Georgia ou qualquer outro personagem pareça unidimensional." Allison Shoemaker, do RogerEbert.com, elogiou a forma como a série retrata a adolescência: "Os roteiristas e Gentry fazem um trabalho especialmente bom ao captar os impulsos contraditórios que tornam os 15 anos um caos e ao mesmo tempo uma delícia. Ginny muitas vezes não entende a si mesma, mas Gentry claramente captou a personagem intimamente." Lucy Mangan, do The Guardian, descreveu a série como: "Desperate Housewives encontra Gilmore Girls encontra Buffy." Proma Khosla, do Mashable, destacou como pontos fortes "o magnetismo de Georgia e de todos com quem ela cruza, a doçura de Max e a montanha-russa que é a amizade feminina na adolescência." Alan Sepinwall, da Rolling Stone, deu uma nota 3 de 5 e, ao comparar com Gilmore Girls, disse: "Há um aspecto em que Ginny & Georgia sai na frente: desde o início, entende que não é exatamente saudável ter uma mãe que quer ser sua melhor amiga e que reluta em amadurecer de verdade."
A segunda temporada tem uma aprovação de 60% no Rotten Tomatoes, com base em 10 críticas, e uma classificação média de 6,5/10. O consenso dos críticos no site diz: "Ginny & Georgia continua a forçar a credibilidade em sua busca por dramas atuais, mas os fãs da primeira temporada provavelmente ainda vão curtir essa segunda leva cheia de reviravoltas." No Metacritic, a segunda temporada possui uma média ponderada de 71 de 100, com base em 5 críticas, indicando "avaliações geralmente favoráveis".
A terceira temporada conta com uma aprovação de 73% no Rotten Tomatoes, com base em 15 críticas. O consenso do site afirma: "Com uma trama mais clara e sem abrir mão do melodrama, a terceira temporada de Ginny & Georgia continua irregular, mas, até agora, conseguiu entregar sua mais bem-sucedida mistura de leveza e intensidade." No Metacritic, a terceira temporada tem uma média de 55 de 100 com base em 6 críticas, indicando "avaliações mistas ou médias".

### Controvérsias

#### Raça e gênero
Em 25 de fevereiro de 2021, o termo "Olimpíadas da Opressão" viralizou no Twitter após uma cena em que os personagens Hunter e Ginny usam a expressão durante uma discussão. A cena foi recebida negativamente pelo público, que criticou o modo como ela abordou questões raciais e estereótipos, com muitos classificando o diálogo como "constrangedor".
Em 1º de março de 2021, uma fala no episódio final da primeira temporada gerou polêmica. Na cena, Ginny diz para Georgia: "Você troca de homem mais rápido que a Taylor Swift." A frase gerou forte reação negativa por parte dos fãs, que a consideraram misógina e um exemplo de slut-shaming contra a cantora. A hashtag "Respect Taylor Swift" ficou entre os assuntos mais comentados do Twitter em todo o mundo. A própria Swift respondeu de forma dura, tuitando: "Ei, Ginny & Georgia, 2010 ligou e quer sua piada preguiçosa e profundamente sexista de volta. Que tal pararmos de degradar as mulheres que trabalham duro, definindo essa merda como eNgRaÇaDa [sic]." Ela ainda criticou a Netflix — que havia distribuído seu documentário Miss Americana — dizendo: "Aliás, @netflix, depois de Miss Americana, esse look não ficou nada bem em vocês." A série passou então a sofrer review bombing em várias plataformas, como Rotten Tomatoes, IMDb, Metacritic e até nas avaliações do Google. A obra também foi criticada por outras falas consideradas desrespeitosas envolvendo Lady Gaga e Lana Del Rey.

## Outras mídias
Em 26 de fevereiro de 2021, a Netflix lançou Ginny & Georgia: The Afterparty.